# Массовое похищение в Игуале
Массовое похищение в Игуале произошло в конце сентября 2014 года в Мексике. Пропали 43 учащихся педагогического колледжа. Согласно официальным данным, они отправились в город Игуала-де-ла-Индепенденсия (штат Герреро), чтобы затем отправиться в Мехико на годовщину резни в Тлателолько 1968 года помянуть погибших. По пути их перехватили представители городской полиции. Подробности их дальнейшей судьбы оставались неясными, но официальное расследование показало, что они незаконно удерживались, затем были переданы членам преступного синдиката и, предположительно, были убиты, а тела их были сожжены.

## Расследование и последствия
Тогдашние власти Мексики называли вероятными заказчиками похищения мэра города Хосе Луиса Абарку Веласкеса и его жену Марию де лос Анхелес Пинеду. После инцидента они оба сбежали вместе с начальником городской полиции Фелипе Флоресом Веласкесом. Пара была арестована месяц спустя в Мехико, а бывший начальник полиции — 21 октября 2016 года. По этому делу были арестованы не менее 80 подозреваемых, 44 из которых были сотрудниками полиции.
Массовое похищение студентов быстро превратилось в крупнейший политический и общественный скандал за всё время президентства Энрике Пенья Ньето. Инцидент привёл к массовым протестам и антиправительственным выступлениям по всей Мексике. На фоне протестов по всему штату 23 октября 2014 года губернатор штата Герреро Анхель Агирре Риверо отправился в отставку.
3 декабря 2018 года новоизбранный президент Андрес Мануэль Лопес Обрадор объявил о создании комиссии по установлению истины, которая возглавит новое расследование событий.  В июне 2020 года по подозрению в причастности к похищениям и убийствам был арестован главарь наркокартеля Guerreros Unidos («Объединенные воины») Хосе Анхель Касаррубиас Сальгадо. В сентябре 2020 года правительство объявило, что добивается ареста в Израиле и экстрадиции бывшего чиновника Томаса Зерона, одного из авторов первоначальной официальной версии, вызвавшей возмущение семей студентов. В августе 2022 года по множеству обвинений (пытки, насильственные исчезновения и преступления против отправления правосудия) во время его пребывания на посту генерального прокурора был задержан Хесус Мурильо Карам. Комиссия по установлению истины также заявила, что шестеро студентов изначально были оставлены в живых, но затем переданы и убиты по приказу армейского командира.